# Mariusz Czerniewicz
Mariusz Czerniewicz (ur. 28 września 1989 w Olsztynie) – polski, profesjonalny kulturysta, startujący w kategorii męska sylwetka (ang. men’s physique). Fitness model. Jako zawodnik kadry narodowej w kulturystyce i fitness wielokrotnie zdobywał tytuł mistrza federacji IFBB. Za swoje dokonania na arenie międzynarodowej uhonorowany kontraktem zawodowym z federacją sportów sylwetkowych IFBB Professional League. Pierwszy Polak w historii posiadający kartę PRO IFBB w kategorii men's physique, prawdopodobnie jedyny Polak, który osiągnął status zawodnika IFBB PRO bez zażywania środków dopingowych.  W 2022 roku ogłosił, że oficjalnie zrzeka się karty IFBB PRO, a także wszelkich powiązań z tą federacją argumentując decyzję, faktem, że nie zgadza się na normalizację zażywania środków dopingowych w sporcie sylwetkowym. W tym samym roku powołał do życia w Polsce oddział federacji WNBF, która słynie z najbardziej szczelnego systemu antydopingowego. Od 2023 roku oficjalnie pełni rolę prezydenta federacji WNBF Poland. W 2024 zdiagnozowano mu nowotwór złośliwy.  Zawodowo certyfikowany trener sportów sylwetkowych, promotor sportu sylwetkowego bez dopingu, youtuber.

## Wykształcenie[1]
Jest inżynierem budownictwa, absolwentem Wydziału Nauk Technicznych Uniwersytetu Warmińsko-Mazurskiego w Olsztynie.

## Najważniejsze osiągnięcia sportowe[1][3][5][6]
- 2012 Mistrz Polski kat. kulturystyka (junior open class)
- 2012 Mistrz Europy kat. kulturystyka (junior open class)
- 2013 Zdobywca Pucharu Polski kat. men’s physique
- 2013 Zwycięzca Pepa International Grand Prix kat. men’s physique
- 2013 Finalista Mistrzostw Europy kat. men’s physique
- 2013 Wicemistrz Świata kat. men’s physqiue
- 2013 Zdobywca pierwszego w historii IFBB Ben Weider Diamond Cup kat. men’s physqiue
- 2014 Uhonorowany IFBB PRO CARD za osiągnięcia w men’s physique division

## Fitness modeling
Od roku 2010 jest twarzą magazynu „Men’s Health”. Pojawił się na okładkach wielu magazynów o tematyce fitness i lifestyle.